# Meester van het parament van Narbonne

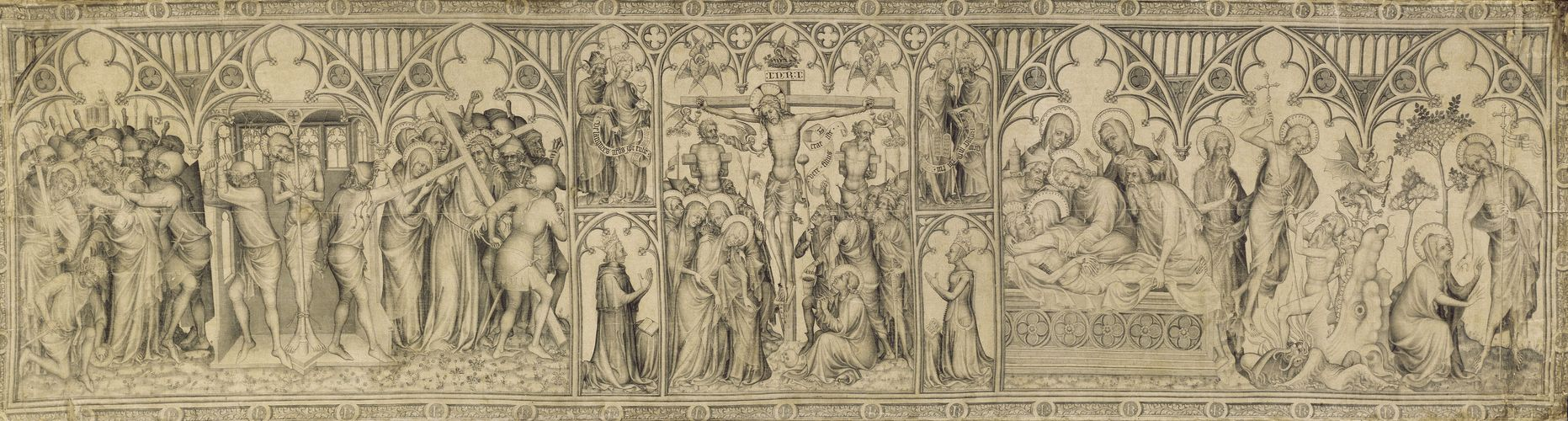
Parement van Narbonne, Louvre, MI1121

De Meester van het parament van Narbonne is de noodnaam voor een schilder en miniaturist werkzaam in Frankrijk tussen 1356 en 1408. Zijn noodnaam komt van een van zijn bekendste werken, een altaarkleed dat gemaakt werd voor een altaar in de kathedraal van Sint Justus in Narbonne. Hij wordt tegenwoordig door verschillende deskundigen geassocieerd met Jean d’Orléans.

## Biografie
De Meester van het parament van Narbonne wordt dus door verschillende kunsthistorici geassocieerd met Jean d'Orléans. Hij was een zoon van Girard d'Orléans (†6 augustus 1371) werkzaam aan het hof vanaf 1349 en schilder van Jan II de koning van Frankrijk van 1352-1359. Jean d'Orléans werd geboren voor 1340 in Parijs en kreeg zijn opleiding waarschijnlijk bij zijn vader.

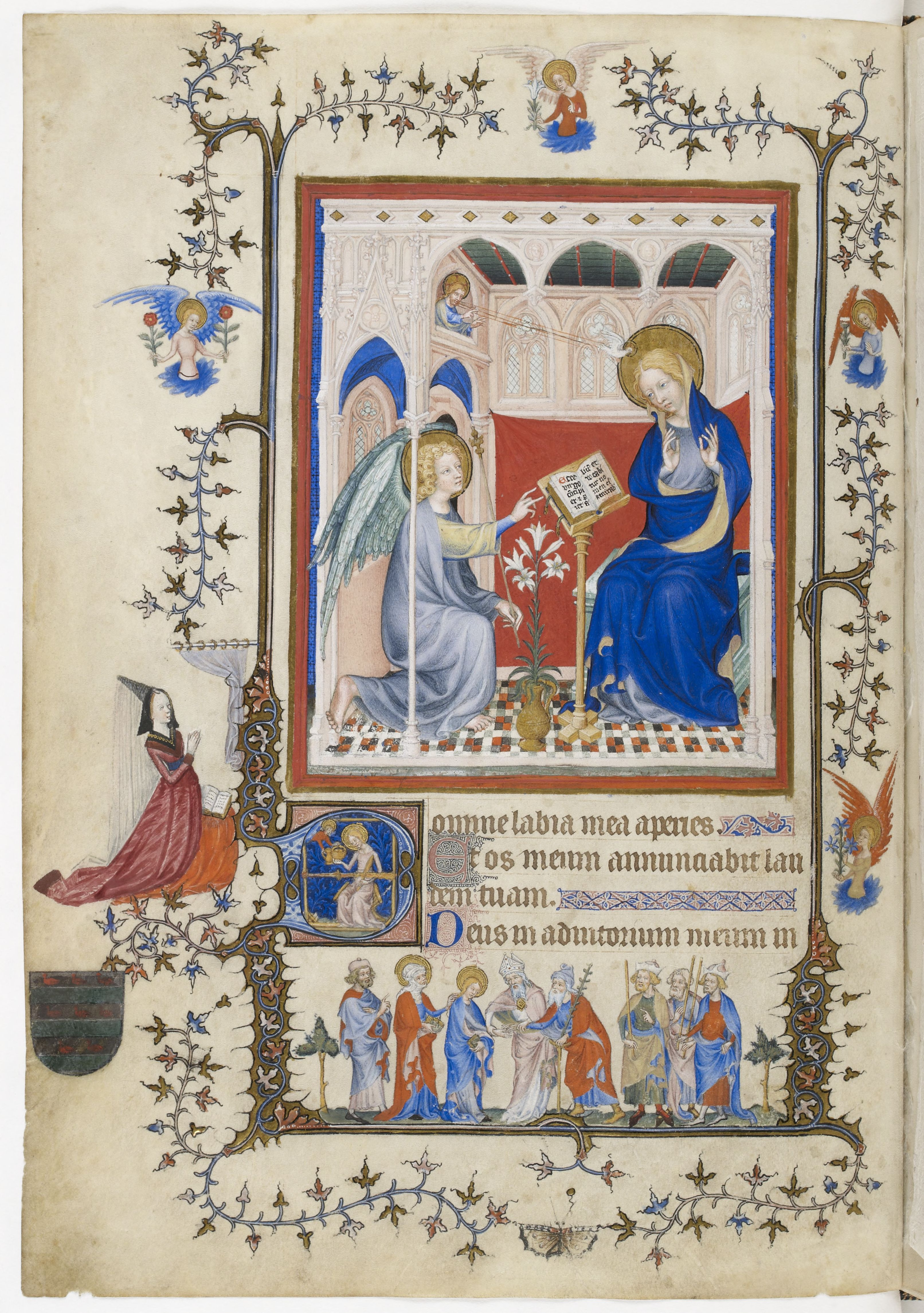
Très belles heures de Notre-Dame, Annunciatie

Hij werd hofschilder ("peintre et valet de chambre du roy") van Karel V, de dauphin, als opvolger van zijn vader in december 1361 en bleef dat tot in 1407 als hij op zijn beurt werd opgevolgd door zijn zoon François, alleszins voor het eigenlijke werk, zelf blijft hij titularis van het ambt tot in 1420.
Bij het overlijden van Karel V (1380) wordt hij door diens opvolger Karel VI in het ambt bevestigd. Zelf blijft hij titularis van het ambt tot in 1420.
Jean doet alle werk, hij schildert zowel met olieverf als tempera op paneel, op zijde (het altaardoek van Narbonne) als in handschriften maar ook op meubels en andere voorwerpen. Hij schildert fresco's en decoreert zelfs volledige kamers, onder meer de paradekamer van Karel V in het Louvre in 1366, kamers in het kasteel van Saint-Germain-en-Laye in 1378 en in het kasteel van Vincennes in 1389. In 1371 beschilderde hij een wieg voor Jan zonder Vrees, de pasgeboren erfgenaam van Filips de Stoute. Men vermoedt dat hij zelfs het beeldhouwen en de metaalbewerking (drijfwerk of repoussé) niet schuwde omdat er rekeningen teruggevonden zijn voor deux histoires faictes en un tableau d'or (twee taferelen in een gouden blad).
Karel V was blijkbaar tevreden met de diensten van Jean d'Orléans want in 1367 geeft hij hem een huis genaamd In de Zwaan bij de hallen van Parijs.  In 1368 wordt hij door Karel V in de adelstand verheven. In 1391 schrijft Jean d'Orléans de statuten voor het schildersgilde dat in Parijs wordt opgericht en wordt hij de eerste hoofdman.
Vanaf 1369 werkt Jean d'Orléans ook voor Jan van Berry. Van dat jaar bestaat een rekening waar Jean een voorschot van 100 francs krijgt voor het vervaardigen van een aantal schilderijen voor de kapel van Jean de Berry. In 1371 brengt de hertog zelfs een bezoek aan zijn atelier en laat de relatief grote som van vier pond achter om te verdelen onder de leerlingen van de meester. Naast de wieg die hij maakte voor Filips de Stoute, doet hij voor de hertog van Bourgondië ook een expertise van twee schilderijen uit de nalatenschap van Johanna van Évreux en maakt voor hem een diptiek met Christus in het graf op de ene zijde en een treurende Maria ondersteund door Johannes op de andere zijde. Op de buitenpanelen waren Sint-Christoffel en het Lam Gods afgebeeld. Deze diptiek, zoals de meeste van zijn werken, is verloren gegaan. Vanaf 1390 (1380?) werkt hij aan de Très belles heures de Notre-Dame voor Jean de Berry. Hij blijft echter tegelijkertijd in dienst van Karel VI van Frankrijk en krijgt nog een loon van 6 sols parisis per dag, een aanzienlijk bedrag, op jaarbasis iets meer dan 200 pond. Uit dezelfde rekening weten we dat zijn zoon François eveneens in dienst was als paintre et valet de chambre du Roi en een gage had van eveneens 6 sous per dag.

## Toegeschreven werken
- Parament van Narbonne, omstreeks 1375, grisaille in zwarte inkt op zijde, Louvre[13]
- Très belles heures de Notre-Dame gedeeltelijk, zie het artikel hierover voor meer details.